# Футре, Паулу
Па́улу Жорже душ Сантуш Фу́тре (порт. Paulo Jorge dos Santos Futre, род. 28 февраля 1966 года) — португальский футболист, выступавший на позиции левого крайнего полузащитника.
После начала карьеры со «Спортингом» задолго до своего 20-летия, он вскоре перешёл в «Порту», вместе с которым победил в 1987 году в Кубке европейских чемпионов, после этого он сменил немало клубов, он представлял команды из Испании, Франции, Италии и Японии, больше всего матчей провёл за «Атлетико Мадрид».
В возрасте 17 лет Футре дебютировал за сборную Португалии, всего сыграл 40 матчей за свою страну, в том числе на Чемпионате мира 1986.

## Клубная карьера

### «Спортинг» и «Порту»
Родился в Монтижу, округ Сетубал, Футре впервые появился на поле в составе профессионального клуба в сезоне 1983/84, это был «Спортинг», в молодёжную команду которого он вступил в возрасте девяти лет. Когда он просил повышения зарплаты у президента Жуана Роши, он получил отказ и перешёл в «Порту» после одного сезона в составе «Спортинга», а ветераны Жайме Пашеку и Антониу Соуза, в свою очередь, перешли в «Спортинг», как часть сделки.
В последующие годы Футре выиграл два чемпионата Португалии, а также помог команде в финале Кубка европейских чемпионов 1986/87, показав хорошую игру в матче против мюнхенской «Баварии».

### «Атлетико Мадрид»
После этой великолепной победы Футре был продан в «Атлетико Мадрид», Испания, его годовой оклад составлял € 650000. В столице он быстро стал любимцем болельщиков, но его физическая слабость доставила ему несколько травм колена, которые мучили его всю карьеру, особенно в 1990 году.
В своём пятом сезоне Футре отдал бесчисленное множество передач на нападающего Маноло, который забил 27 голов и получил Трофей Пичичи, такая схема помогла команде выиграть Кубок Испании по футболу, 2:0, победа в финале над соседями, «Реал Мадридом», в течение большей части своего пребывания с Атлетико, он был капитаном команды.

### Поздняя карьера
В январе 1993 года Футре перешёл к соперникам «Порту», «Бенфике», он успел выиграть Кубок Португалии по футболу во время своего короткого пребывания в клубе (он забил в финале против «Боавишты», в итоге победа со счётом 5:2), он ушёл, так как не смог залечить травмы. После «Бенфики» он подписал контракт на один сезон с «Олимпик Марсель», где воссоединился с земляком, Руем Баррушом, позже были «Реджана», «Милан» и «Вест Хэм Юнайтед».
После ухода с «Вест Хэма» Футре принял решение завершить карьеру и стал послом «Атлетико Мадрид». Занимая эту должность, Футре привёл в команду Кристиана Вьери и Жуниньо Паулисту. Во время одной из тренировок «Атлетико», на которой присутствовал Футре, тренер Радомир Антич попросил игрока поучаствовать в двусторонней игре за запасной состав. Португалец неохотно согласился, и его команда одержала победу, сам Футре забил два гола. После этого игрока уговорили возобновить карьеру, он начал усиленно набирать форму и принимать инъекции натуральных продуктов в больное колено. Наконец, он вернулся в состав «Атлетико Мадрид», где провёл 10 игр в Ла Лиге в 1997/98 сезоне, он завершил свою карьеру с командой из Джей-лиги, «Иокогама Флюгельс», он занимает 98-е место в списке 100 величайших футболистов мира XX века по версии World Soccer, список был опубликован в декабре 1999 года.

## Международная карьера
За 12 лет Футре сыграл 41 матч за сборную Португалии, забив шесть голов, его дебют состоялся в матче против Финляндии на квалификации к Евро 1984, 27 апреля 1983 года. Ему было всего 17 лет и 204 дня, он побил национальный рекорд команды.
Футре играл за сборную Португалии на чемпионате мира 1986 года в Мексике, проиграв Марокко со счётом 1:3, его команда лишилась возможности выйти из группы.

## Достижения

### Командные
«Порту»
- Чемпион Португалии (2): 1984/85, 1985/86
- Обладатель Суперкубка Португалии (2): 1984, 1986
- Обладатель Кубка европейских чемпионов: 1986/87

«Атлетико Мадрид»
- Обладатель Кубка Испании (2): 1990/91, 1991/92

«Бенфика»
- Обладатель Кубка Португалии: 1992/93

«Милан»
- Чемпион Италии: 1995/96

### Личные
- Обладатель «Серебряного мяча» по версии France football: 1987
- Футболист года в Португалии (2): 1986, 1987
- Включён в список величайших футболистов XX века по версии World Soccer

## Личная жизнь и годы после завершения карьеры
Футре работал в качестве футбольного директора в «Атлетико Мадриде» с 2000 по 2003 год, впоследствии стал разработчиком недвижимости в своём родном городе. В мае 2011 года он был членом тренерского штаба Диаса Феррейры, который неудачно баллотировался в президенты «Спортинга».
Младший сын Футре, Фабио, также был футболистом, полузащитником, он играл за молодёжную команду «Атлетико Мадрид», и был призван в сборную Португалии до 17 лет. Его племянник, Артур Футре, играл на профессиональном уровне за «Алверку», «Майа» и «Авеш», но без особых свершений.
Старший сын Футре, Пауло, играл в рок-группе «Fr1day». Паулу-старший был также телеведущим, работая на TVI 24 в ночном ток-шоу «A Noite do Futrebol».